# 205P/Giacobini
La comète Giacobini, officiellement 205P/Giacobini, est une comète périodique du système solaire, découverte le 4 septembre 1896 par l'astronome français Michel Giacobini. La comète passe au périhélie le 28 octobre 1896 et est observée jusqu'au 5 janvier 1897.
À la suite de sa découverte, la comète est perdue pendant plus d'un siècle. Les périhélies non observés de la comète ont eu lieu le 19 juin 1903, le 2 février 1910, le 19 septembre 1916, le 15 mars 1923, le 26 septembre 1929, le 18 mars 1936, le 15 octobre 1942, le 17 mai 1949, le 31 décembre 1955, le 15 août 1962, le 29 mars 1969, le 10 novembre 1975, le 6 juin 1982, le 2 décembre 1988, le 6 juin 1995 et le 20 janvier 2002.
La comète est redécouverte le 10 septembre 2008 par Kōichi Itagaki,, le jour du périhélie de la comète et 111 ans après sa dernière observation en 1897,. Lors de ce passage, la comète est alors réobservée jusqu'au 28 février 2009. La comète est réobservée lors de son passage suivant, du 27 avril 2015 au 12 janvier 2016, avec un périhélie le 13 mai 2015. Le prochain périhélie de la comète est attendu le 13 janvier 2022.